# Sorgente calda

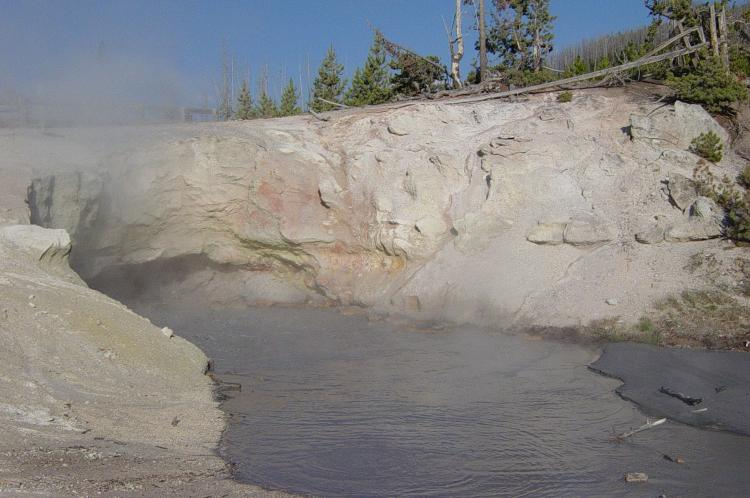
Sorgente del Drago verde a Norris Geyser Basin nel parco nazionale di Yellowstone.

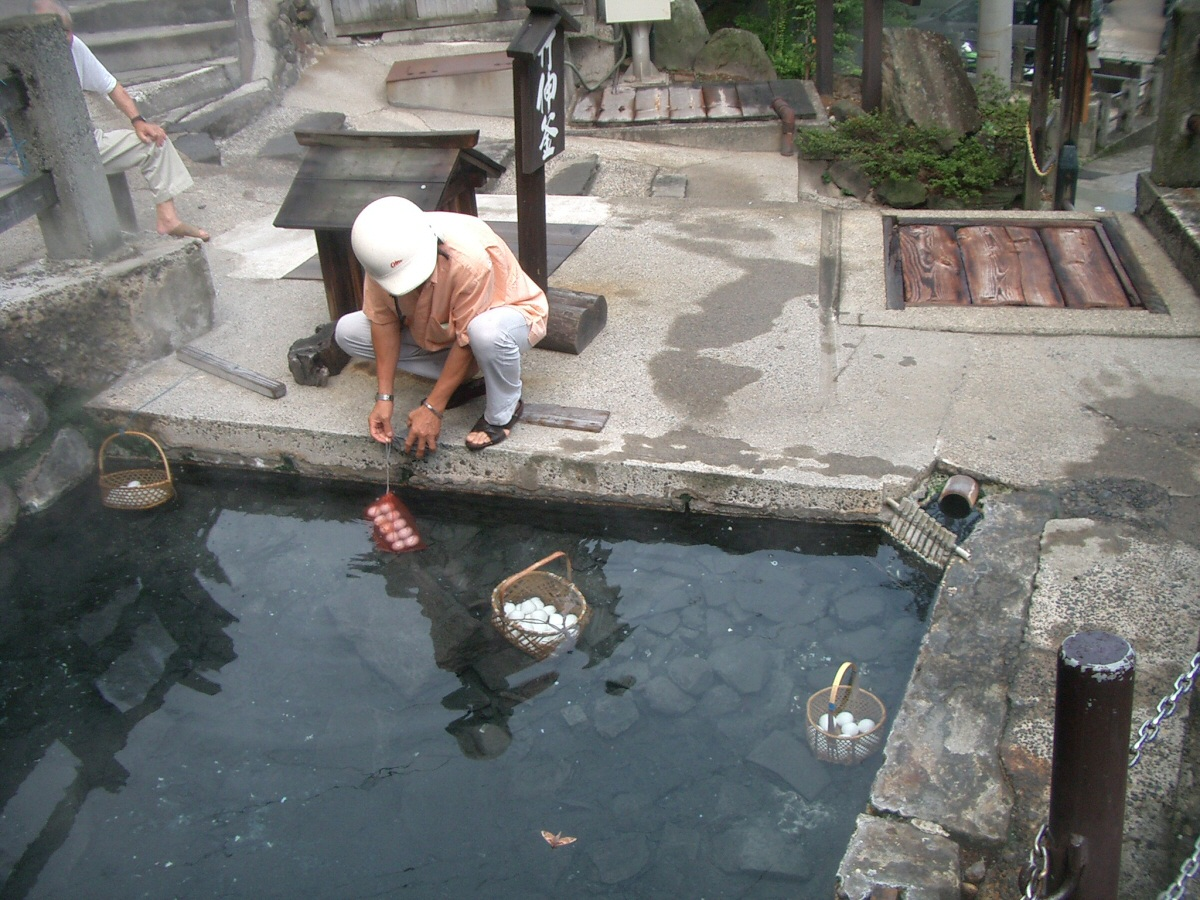
Cottura delle uova in una sorgente calda a Nagano in Giappone.

Una sorgente calda è una sorgente di acqua riscaldata da un processo geotermico. Vi sono sorgenti calde su tutti i continenti, come anche in fondo ai mari.

## Definizioni
Non c'è una definizione generalmente accettata della nozione di sorgente calda. Ecco alcune definizioni comunemente ammesse:
- ogni sorgente geotermica;

- una sorgente la cui temperatura è superiore alla temperatura del suo ambiente[1];

- una sorgente naturale la cui temperatura è superiore a quella del corpo umano (normalmente fra 36,5 °C e 37,5 °C)[2][3][4];

- una sorgente termale la cui temperatura è superiore a 36,7 °C[5][6][7];

- una sorgente naturale la cui temperatura è superiore a 21,1 °C (sinonimo di acqua termale)[8][9][10][11];

- una risorgiva naturale di acqua sotterranea avente una bassa temperatura[12];

- un tipo di sorgente termale nella quale l'acqua calda è portata in superficie. La temperatura dell'acqua è in generale a 6,5 °C o più sopra la temperatura ambiente[13]. Con questa definizione, « sorgente termale » e « sorgente calda » non sono sinonimi;

- una sorgente la cui acqua calda è portata in superficie (sinonimo di sorgente termale). La temperatura dell'acqua è in generale 8,3 °C o più sopra la temperatura ambiente[14];

- una sorgente la cui temperatura è superiore alla temperatura ambiente del suolo;

- una sorgente la cui temperatura è superiore a 50 °C[15].

Il termine « sorgente tiepida » si applica a una sorgente la cui temperatura è inferiore a quella di una sorgente calda. Pentecost et al. (2003) suggerisce che il termine « sorgente tiepida » non è utile e dovrebbe essere evitato. Il Centro dei dati geofisici americano (US NOAA Geophysical Data Center) definisce una sorgente tiepida come una sorgente la cui temperatura si situa tra 20 °C e 50 °C.

## Sorgente di calore

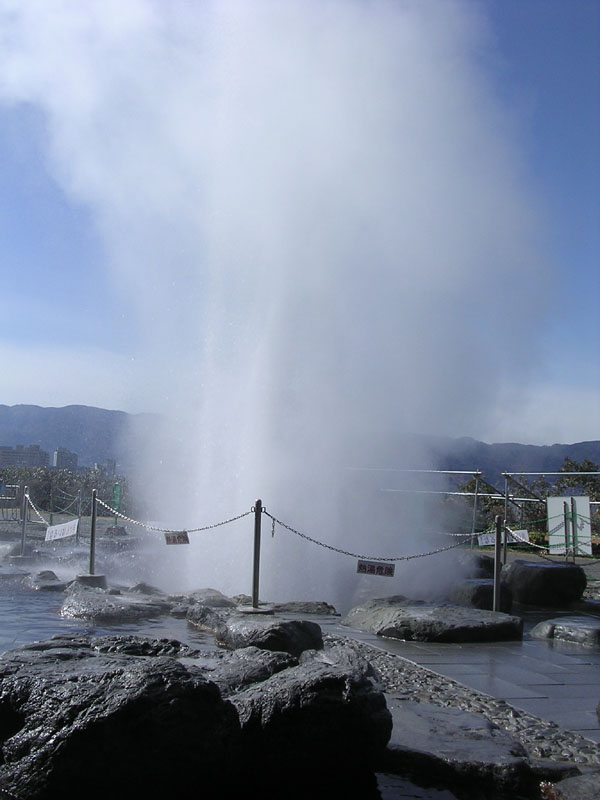
Geyser a Kamisuwa (上諏訪), Prefettura di Nagano, in Giappone.

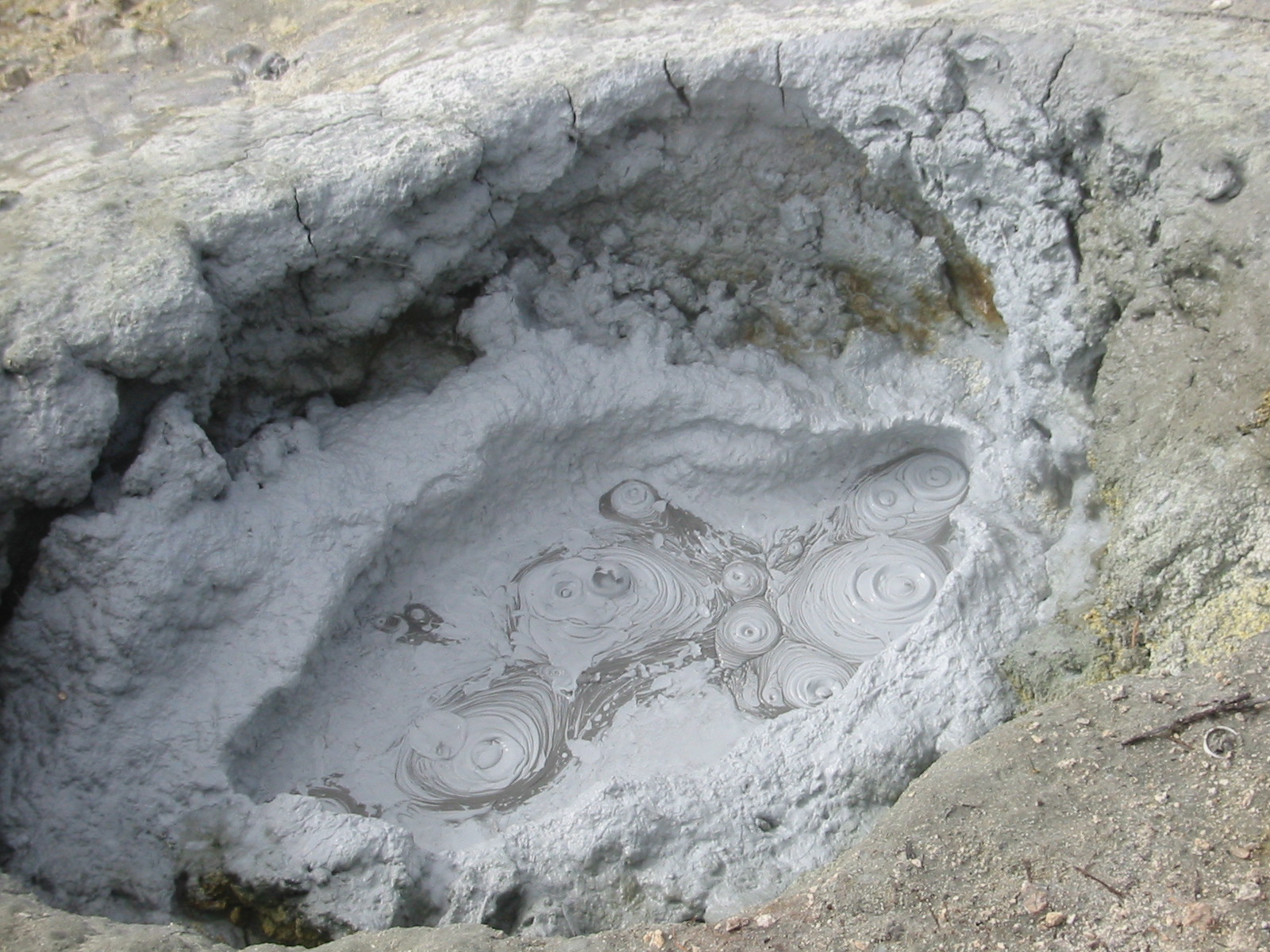
Pentola di fango del Parco nazionale vulcanico di Lassen.

L'acqua proveniente da una sorgente calda è riscaldata da una caldaia geotermale (cioè l'energia termica proviene da quella della Terra). In generale, la temperatura delle rocce della crosta terrestre aumenta in funzione della profondità. Questo si chiama il « gradiente geotermico ». Se l'acqua penetra in profondità, si riscalderà a contatto delle rocce calde: è da là che viene il calore delle sorgenti calde delle regioni non vulcaniche.
Nelle regioni vulcaniche, come nel Parco di Yellowstone negli Stati Uniti, l'acqua può essere molto semplicemente riscaldata a contatto diretto con il magma. L'altissima temperatura termica (da 1.000 a 5.000 °C) che regna nella sacca magmatica è sufficiente per permettere all'acqua di entrare in stato di ebollizione. Si chiama « geyser » una sorgente calda la cui acqua bollente e il cui vapore sgorgano sotto pressione. Se solo il vapore acqueo sorge dal suolo, si tratta di una fumarola. Talvolta si può anche scorgere acqua surriscaldata mescolata a fango e argilla gorgogliante: questa si chiama pentola di fango.
È importante segnalare che nella maggior parte delle zone vulcaniche la temperatura delle sorgenti calde è spesso vicina a 100 °C (punto di ebollizione a pressione ambiente). Per imprudenza, in particolare nei siti poco protetti, alcune persone sono state seriamente ustionate, talvolta perfino uccise penetrando accidentalmente o intenzionalmente in sorgenti calde, a contatto con le fumarole o venendo spruzzati da un geyser. Nella maggior parte dei siti geotermici, appositi cartelli segnalano questi pericoli. 
Le sorgenti tiepide sono talvolta il risultato dell'incontro di una sorgente fredda e di una sorgente calda. Si trovano più spesso fuori dalle zone vulcaniche.

## Portate

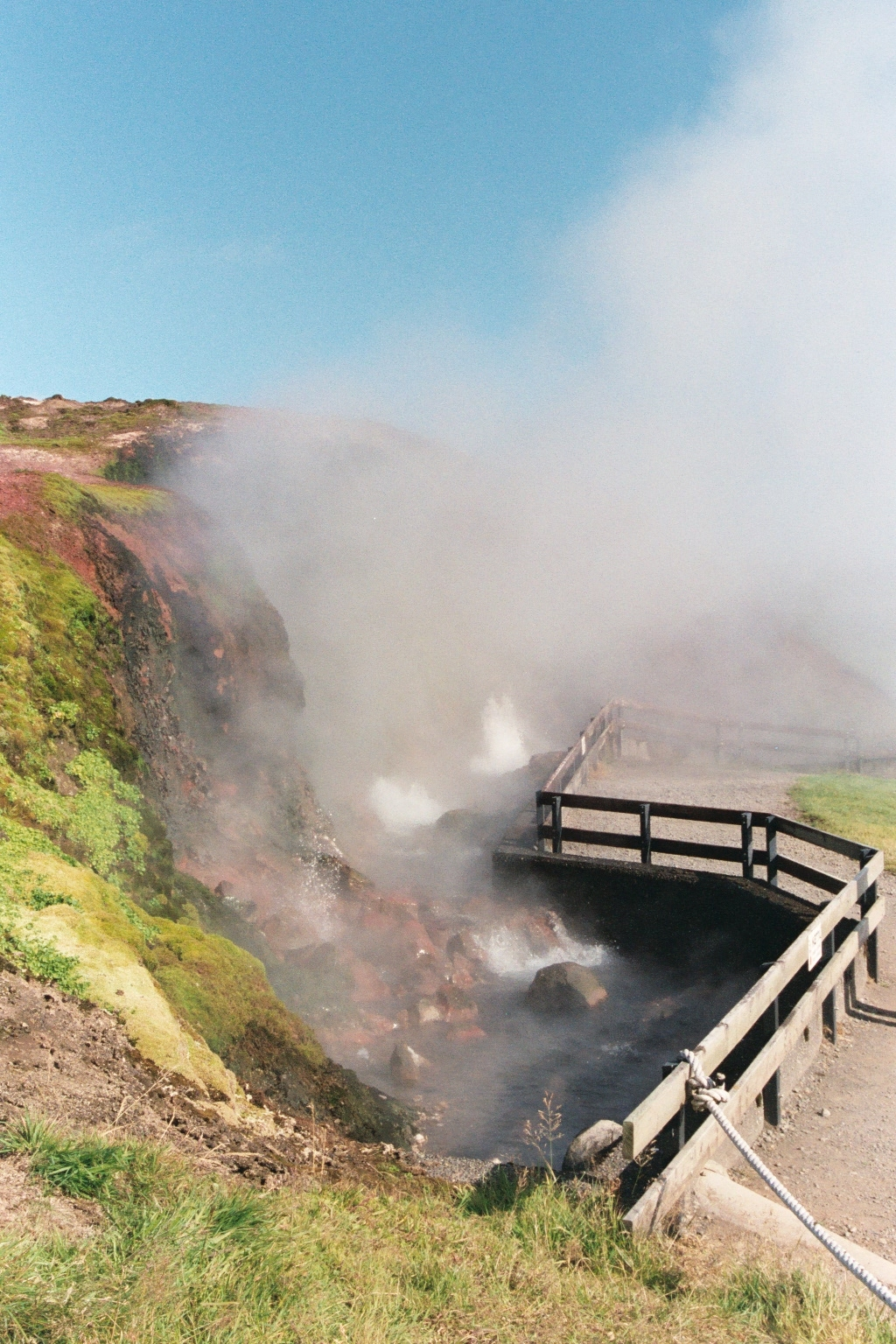
Deildartunguhver in Islanda: la sorgente d'acqua calda con la più alta portata in Europa.

La gamma delle portate delle sorgenti calde va dal semplice ruscello al vero e proprio fiume. Talvolta c'è perfino abbastanza pressione da creare geyser o fontane.
Negli Stati Uniti, una sorgente molto debole alimenta per esempio il complesso di Fales Hot Ditch (a nord di Bridgeport in California). In compenso, è un immenso lago sotterraneo sotto la città di Tonopah in Arizona che fornisce l'acqua naturale minerale calda per diverse sorgenti calde.

### Sorgenti calde ad alta portata
I riferimenti sulle portate elevate delle sorgenti calde abbondano. Ecco una lista di alcune sorgenti calde con portate elevate:
- la portata cumulata delle 47 sorgenti di Hot Springs, Arkansas è di 35 litri al secondo;
- la sorgente Hay-Yo-Kay a Truth or Consequences nel Nuovo Messico possiede una portata di 99 litri al secondo;
- Lava Hot Springs nell'Idaho ha una portata di 130 litri al secondo;
- Glenwood Springs nel Colorado ha una portata di 143 litri al secondo;
- Elizabeth Springs nell'Ovest del Queensland, Australia avrebbe avuto una portata di 158 litri al secondo alla fine del XIX secolo, mentre nel XXI secolo la portata è di 5 litri al secondo;
- Deildartunguhver, a Reykholt in Islanda ha una portata di 180 litri al secondo;
- le sorgenti calde di Caldas Novas in Brasile sono sfruttate da 86 pozzi, di cui 333 litri al secondo sono pompate per 14 ore al giorno. Questo corrisponde a una portata media di punta di 3,88 litri al secondo per pozzo;
- le 2.850 sorgenti calde di Beppu formano il sito più elevato del Giappone. Insieme producono circa 1.592 litri al secondo, ossia una media di 0,56 litri al secondo per sorgente;
- le 303 sorgenti calde di Kokonoe in Giappone producono 1.028 litri al secondo, ossia una portata media di 3,39 litri al secondo per sorgente;
- la Prefettura di Ōita possiede 4.762 sorgenti calde, per un totale di 4.437 litri al secondo, ossia una portata media di 0,93 litri al secondo;
- la sorgente calda dalla portata più elevata del Giappone è quella di Tamagawa nella prefettura di Akita, che ha una portata di 150 litri al secondo. La sorgente di Tamagawa alimenta una corrente di 3 metri di larghezza a una temperatura di 98 °C;
- ci sono almeno tre sorgenti calde nella regione di Nage, a 8 km a sud-ovest di Bajawa in Indonesia, che producono un totale di più di 453,6 litri al secondo;
- altre tre grandi sorgenti calde (Mengeruda, Wae Bana e Piga) a 18 km a nord-est di Bajawa, producono litri al secondo;
- il sito di Dalhousie Springs in Australia aveva una portata totale di punta di 23.000 litri al secondo nel 1915, il che, per una sorgente media del complesso, rappresenta una portata di più di 325 litri al secondo. È sceso a una portata totale di 17.370 litri al secondo, il che dà per una sorgente media una portata di punta dell’ordine di 250 litri al secondo[17].

## Usi terapeutici

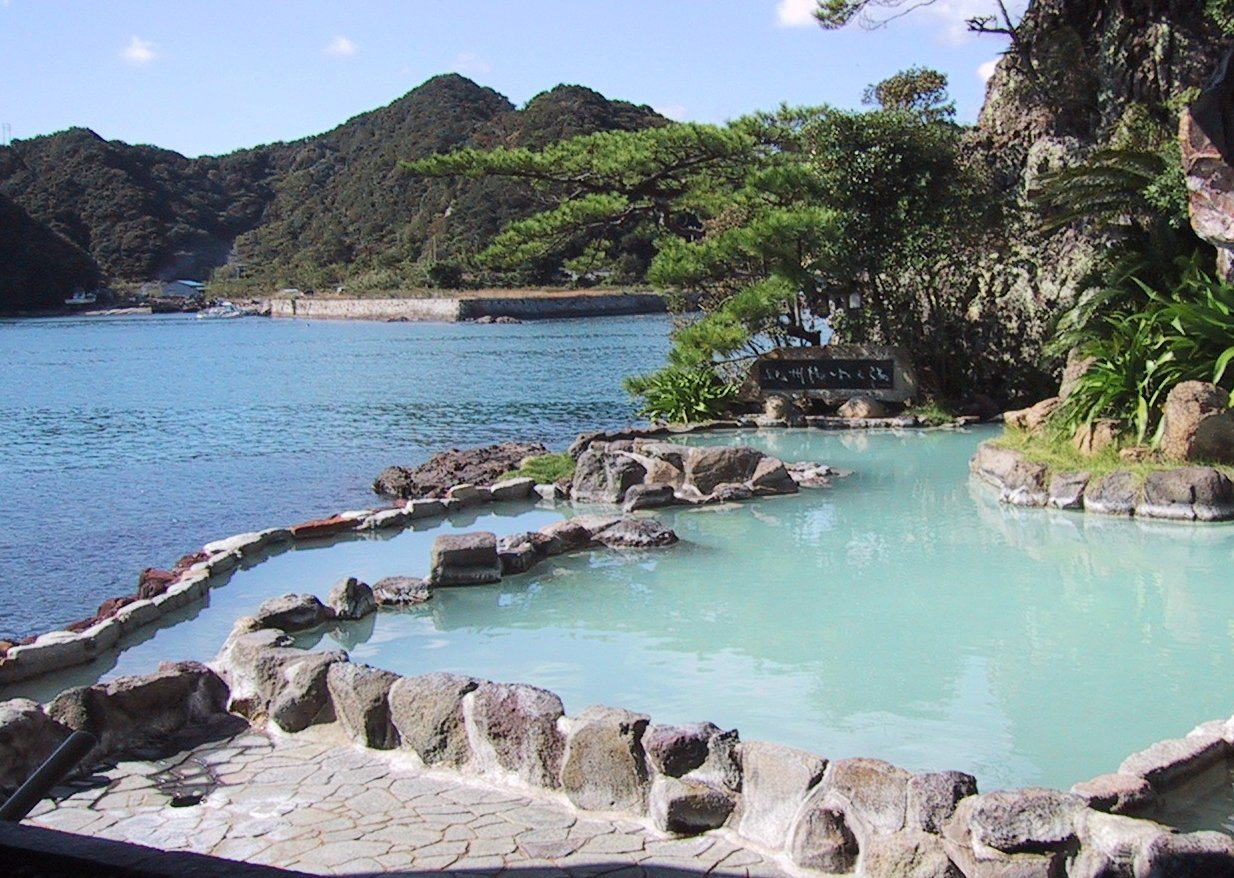
Sorgente calda giapponese all’aria aperta a Nachikatsuura, Wakayama, usata come bagno pubblico.

L'acqua calda, avendo una migliore capacità di scioglimento, può portare più elementi disciolti: così, le sorgenti tiepide e soprattutto calde sono spesso molto cariche di minerali, dal semplice calcio al litio, talvolta perfino il radio. L’usanza popolare, oltre a proprietà mediche accertate, fanno di queste sorgenti delle destinazioni popolari, e dei luoghi per centri di cura (riabilitazione, vari handicap).

## Biocenosi e infezioni provenienti da sorgenti calde
Un termofilo è un organismo — un tipo di estremofilo — che prospera ad alte temperature, tra 45 °C e 80 °C. I termofili si trovano nelle sorgenti calde, come pure nelle sorgenti idrotermali in alto mare e nella materia vegetale in decomposizione come le torbiere e il concime organico.

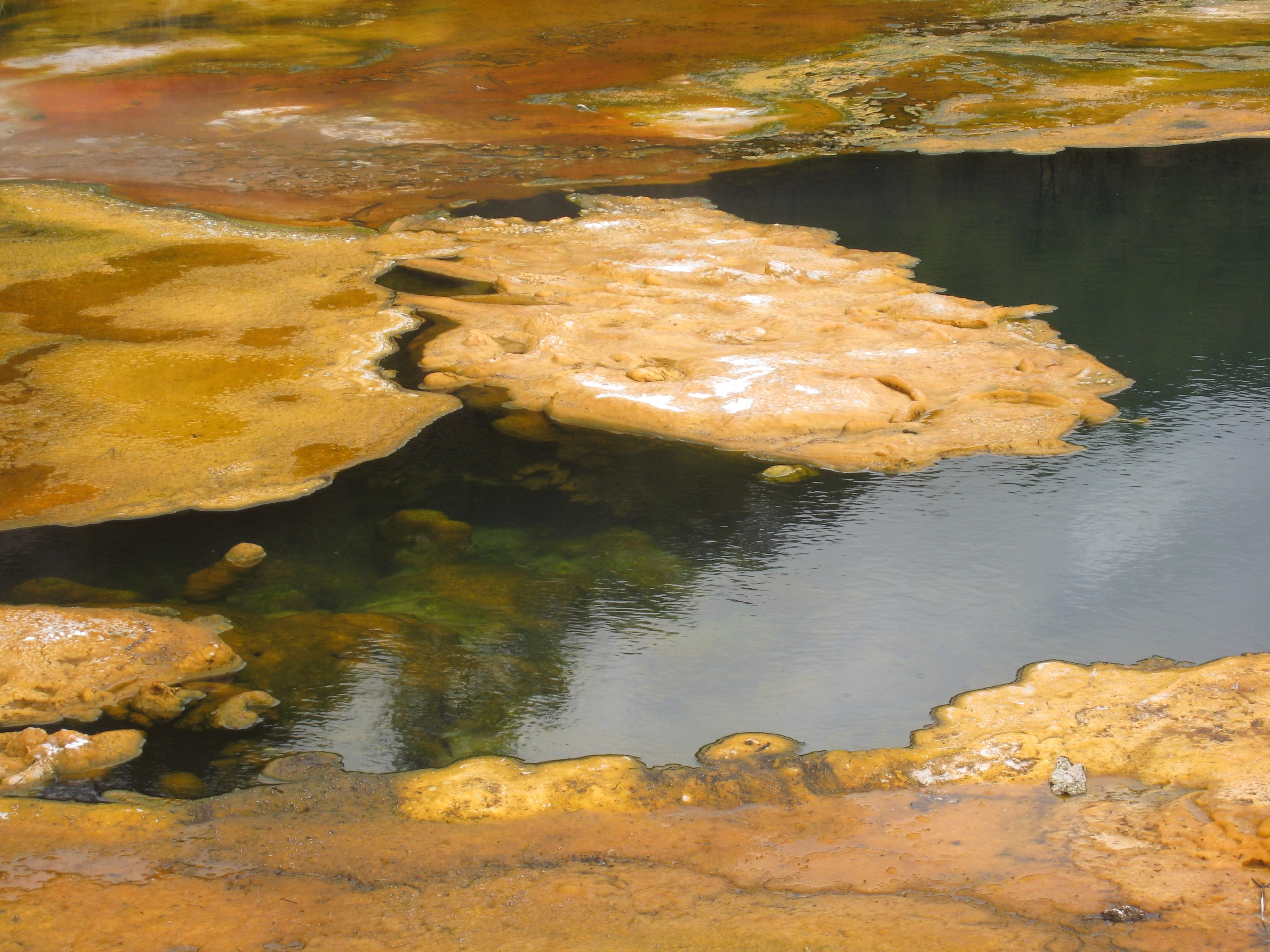
Tappeti di alghe che crescono nella piscina calda della Mappa d’Africa, Orakei Korako, Nuova Zelanda.

Purtroppo, alcuni dei microorganismi che crescono nelle sorgenti calde possono portare infezioni. Ad esempio: 
- la naegleria fowleri, un’ameba che vive nelle reti di acque e suoli calde, può essere la causa di meningiti[19][20]. Vari morti sono stati attribuiti a questa ameba, che entra nel cervello passando per i seni paranasali[21][22];

- anche l’acanthamoeba potrebbe diffondersi attraverso le sorgenti calde, (fonte: Centro per la prevenzione e il controllo delle malattie statunitense[23]) ;

- il batterio Legionella fa parte della flora acquatica, di conseguenza è presente in numerose sorgenti di acque dolci calde[24][25][26];

- anche alcuni virus sono stati raccolti da ambienti molto estremi, ad esempio una sorgente calda con una temperatura da 87 °C a 93 °C e un pH incredibilmente acido di 1,5 a Pozzuoli, Italia. Si osservò che questi virus infettavano cellule in laboratorio[27].

## Sorgenti calde nel mondo

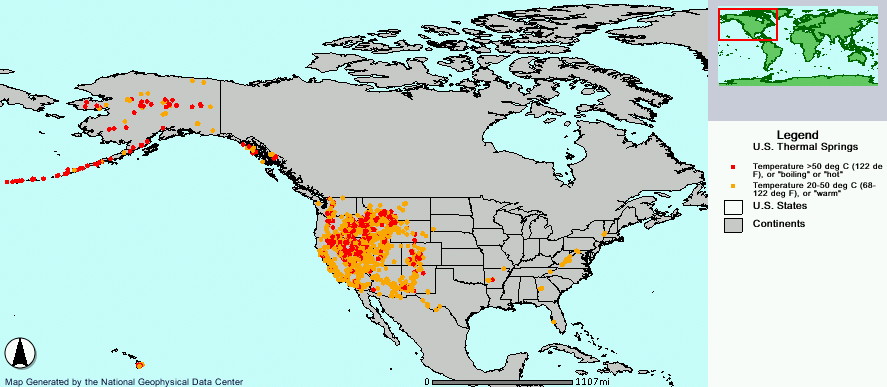
Distribuzione delle sorgenti geotermali negli Stati Uniti.

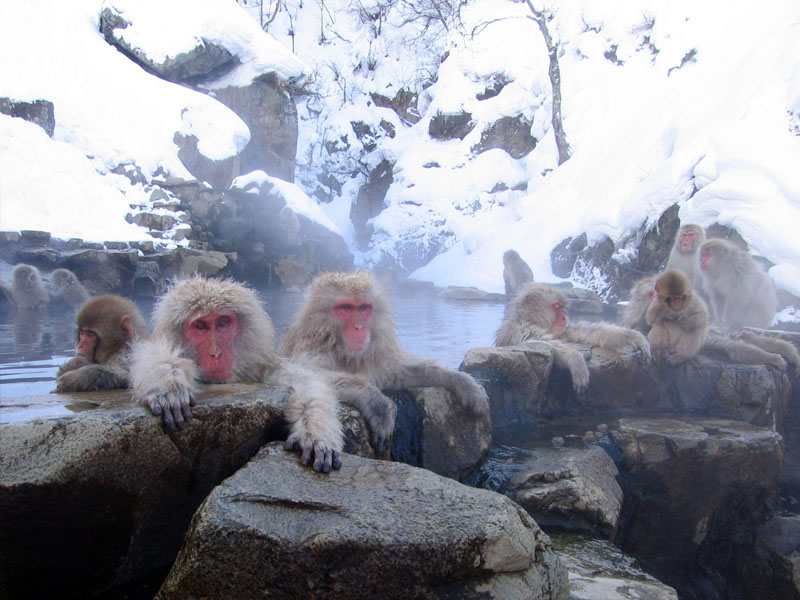
Macachi che si trastullano in un onsen a Nagano, in Giappone.

Sorgenti calde esistono in numerosissimi paesi, su tutti i continenti. I paesi rinomati per le loro sorgenti calde sono l'Islanda, la Nuova Zelanda, il Cile, l'Algeria, il Giappone e Taiwan, ma ci sono sorgenti calde interessanti e uniche in moltissimi luoghi come:
- in Italia è conosciuta la sorgente detta "la Bollente", nel centro di Acqui Terme, in provincia di Alessandria. Un'edicola marmorea, opera ottocentesca di Giovanni Ceruti, ospita una fonte termale da cui sgorga acqua a 74,5 °C;
- in Belgio la città di Spa, all'origine del termine «spa», ha acque a 32 °C. L’imperatore Giuseppe II la soprannominò il Caffè dell'Europa nel luglio 1781. Casanova visitò Spa nel 1783 cercando occasioni per i suoi affari senza successo[28].
- la rinomata città di Chaudfontaine a 20 km da Spa possiede sorgenti di acqua calda le cui caratteristiche sono di infiltrarsi a 1.600 metri di profondità, di raggiungere 55 °C e di sorgere dopo 60 anni a una temperatura di 37 °C.
- ci sono più di 275 sorgenti calde in Cile inclusa la più grande dell’America del Sud a Liquiñe;
- la città di Icaria in Grecia ospita una sorgente d’acqua calda radioattiva usata fin dal IV secolo a.C.;
- vi è un gran numero di sorgenti calde in Groenlandia, come a Uunartoq. Ci sono più di 2.000 sorgenti calde solo nell'Isola di Disko, che rappresenta solamente lo 0,4% della superficie della Groenlandia;
- le sorgenti d’acqua calda di Geysir in Islanda sono il luogo di origine della parola geyser;
- l'Islanda ha numerose sorgenti di acque calde celebri, come quella che alimenta la spa della laguna blu a Grindavík e Deildartunguhver è la sorgente d’acqua calda europea avente la maggiore portata. L'acqua di Deildartunguhver emerge a 97 °C ed è canalizzata per chilometri per il riscaldamento pubblico;
- nelle Azzorre, e in particolare a Furnas;
- il Parco nazionale giapponese Shiretoko a Hokkaido ha delle cascate di acqua calda chiamate « Kamuiwakkayu-no-taki »;
- il parco nazionale « Northwest Spitsbergen » sull’isola Spitzberg in Norvegia contiene due delle sorgenti d’acqua calda più nord del pianeta, a 80° Nord;
- ci sono numerose sorgenti nel Regno Unito, ma la più calda si trova nella città di Bath. Secondo certe definizioni sarebbe infatti la sola sorgente delle Isole britanniche;
- localizzato sulla cintura di fuoco del Pacifico, il Giappone è in una regione vulcanico, e ospita numerose sorgenti di acque calde. L’« onsen » (una parola giapponese per « sorgente calda ») svolge un ruolo notevole nella cultura giapponese. Visitare un onsen è la quintessenza dell’esperienza giapponese e costituisce un’attività turistica popolare;
- le sorgenti calde di Chutsen Chugang sono situate ai piedi dello Zhoto Terdrom / Monastero Tidro, a un’altitudine di 4.400 metri a Maldrogongkar / contea di Mozhugongka, Lhassa, Tibet. I monaci buddhisti e il « serpente delle sorgenti calde » coabitano vicino a questo gruppo di sorgenti calde ad alta quota;
- vi sono ugualmente sorgenti di acque calde in Antartico, quella dell'Isola Deception;
- Champaign Hot Springs è un sistema di sorgenti geotermiche sottomarine poco profonde lungo la costa della Dominica, Piccole Antille[29];
- vi è un centinaio di sorgenti d’acqua calda a Taiwan; le più conosciute sono situate nel distretto di Beitou a Taipei e a Wulai (sud di Taipei);
- in Nuova Zelanda sono presenti numerose sorgenti calde, principalmente sull’isola del nord intorno alla regione di Rotorua e Taupo e ad Hanmer Springs sull’Isola del Sud. I turisti apprezzano assai particolarmente le sorgenti della celebre spiaggia di « Hot Water Beach » nella penisola di Coromandel dove scavano delle buche nella sabbia per bagnarsi in un bagno d’acqua calda zampillante.